# فتحي بن سلامة
فتحي بن سلامة (بالفرنسية: Fethi Benslama)‏ (من مواليد 1951) هو محلل نفسي تونسي يعيش في باريس. وهو أيضًا بروفيسور في الأمراض النفسية في جامعة باريس ديديرو، ومؤلف لعدة كتب عن الإسلام السياسي.

## النشأة
ولد فتحي بن سلامة العام 1951 بمدينة «سلقطة» من محافظة المهدية على الساحل التونسي. حفزه شغفه المبكِّر بكتب فرويد لأنْ يغادر تونس ويستقرّ في فرنسا منذ العام 1972، حيث واصل دراسته الجامعية في علم النّفس التي توَّجَها بأطروحة دكتوراه العام 1999 بعنوان «تخييل الأصول في الإسلام»، وقد أشرف عليها الدكتور فيليب ليفي وناقشتها لجنة علمية كان الفيلسوف جاك دريدا أحد أعضائها. يشتغل الآن فتحي بن سلامة أستاذًا لعلم النفس في جامعة باريس ديدرو، ومحلِّلاً نفسانياً، ومشرفاً على وحدات بحث حول علم نفس الأحداث، وعلم المغتربين، كما يترأّس وحدة بحث حول الشباب الفرنسي العائد من بؤر التوتّر.

## مسيرته المهنية
بن سلامة هو محلل نفسي[3]. هو بروفيسور في الأمراض النفسية في جامعة باريس ديديروت، وعضو في المجمع التونسي للعلوم والآداب والفنون. وهو مؤلف لعدة كتب عن الإسلام السياسي، من ضمنها كتاب عن الربيع العربي. ناقش بأن الإسلام السياسي يتشارك بعناصر معينة مع طوائف دينية، ويضيف بأنه بشكل جزئي على «خرافة الهوية الإسلامية» المشتركة المولودة من واقع الحرب. وقد ناقش أيضًا بأن الإرهابيين يقتلون لغرض «المُتعة»، وليس تصرفًا سببه الأفكار الانتحارية.
```
بن سلامة هو شريك مؤسس لمركز إزالة التطرف لشباب الفرنسيين الذين عادو إلى 
فرنسا
 بعد زيارتهم لسوريا.
[
7
]

في أعقاب هجوم نيس عام 2016، دعا بن سلامة الصحافة إلى التوقف عن نشر صور وأسماء الإرهابيين لتجنب «تمجيدهم».
[
5
]
[
8
]
```

## نظرته للإسلام والتطرف الإسلامي
يميّز فتحي بن سلامة بين تصوُّريْن عن الدِّين: تصوّر واقعي وآخر مثالي، وصورة ذلك أنّ الإسلام في جوهره دين واقعي في أغلب تشريعاته وليس ديناً مثالياً، بل هو أكثر واقعية من الديانات الأخرى. ويشرح بن سلامة هذا الأمر في حواره مع «إيلاف»، بقوله إن «الإسلام لم يأت بفكرة أن الربّ هو الأب، لم يأت بالرهبانية. وهو دين أقرب إلى الأرض منه إلى السماء. لكننا أيضاً نستطيع القول إن الإسلام في حالته الحاضرة بعيد جداً من الإسلام الحقيقي الواقعي والبشري. ومن هنا تنبع أهمية مفهوم مثل التسامح، وهو أن ننظر إلى الإنسان في واقعه وليس كفكرة مثالية. ورسالة النبي محمد كانت أن تأخذ الحياة كواقع، وهذا هو الإسلام الحقيقي الذي يأخذ بنظر الاعتبار واقع الإنسان المعاش. إذًا لدينا: الإسلام المثالي والإسلام الواقعي. وإسلام محمد كان إسلاماً واقعياً مع وجود المثال، حيث إن المثال ذاك كان دائماً يتماشى مع الواقع».
وعليه، يذهب هذا المفكّر إلى اعتبار أنّه لا ضير في «أن ننظر إلى الدّين كأساس تاريخي وميتافيزيقيّ»، وأنه «ليس شيئاً غير عقلانيّ كما يسود الاعتقاد، ثمة عقلانية خاصة بالدّين لكنها لم تعد العقلانية الوحيدة اليوم». وهذه العقلانية هي التي تُجيز للباحث، متى وقف على منظومتها، أن يربط الصلة بين الخطاب الدّيني الإسلامي والتحليل النفسيّ، خصوصاً بعد تنامي ظاهرة الإسلامي المثالي، وبعد إيلاء المحلِّلين النفسانيين اهتماماً بتحليل الظاهرة الدّينية الإسلامية، عدا بعض الملاحظات التي ذكرها فرويد في كتاب «موسى والتوحيد»، وظلّت ملاحظات عن الإسلام قليلة، هامشية ومُصاغة بتسرُّعٍ.
ويبدو أنّ استبعادَ الإسلام من الدراسة التحليلية النفسية، وبقاءَه «طويلاً بمعزل عن الأسئلة الحديثة، حبيساً في مخازن الاستشراق»، إضافة إلى «بروز مظهر معيّن من هذا الدين على الساحة العالميّة اليوم بصفة يوميّة منذ عشرين عاماً»، هي عواملُ مثّلت حافزًا لفتحي بن سلامة لأنْ يجعل من دراسة الإسلام مشروعاً فكرياً انكبّ عليه منذ سبعينات القرن الماضي، يحدوه في ذلك عزمٌ على تبيّن أسباب شيوع التطرّف الدّيني في العالم، خصوصاً في العالَم الإسلامي، حتى بات الإسلام في نظر الكثيرين دينًا حاضناً للإرهاب وصانعاً للتطرّف ومعادياً للحضارة. وهو أمر نسّبه بن سلامة بقوله إنّ الأمر لا يزيد عن كونه «حرب تعريفات أو هويّات: من ربحها فقد فرض أنموذجه على الآخرين». ودعا إلى واجب «أن نكون حذرين من مطابقة الإسلام ككلّ مع الحركات المتطرّفة التي تظهر بطريقة عنيفة». فالإسلاموفوبيا السائدة الآن في الغرب لا يجب أن تُنسينا أيضاً «أنّ لجميع الأديان أصوليّتها، وأنّ اللاّهوت المسيحي، الذي يُشاد به كثيراً اليوم، كان أيضاً في أحد جوانبه عنيفاً للغاية، بل ولما زال يتضمّن إلى حدّ أيّامنا تيّارات متعصّبة».
وما ظهور التطرّف الدّيني، في رأي فتحي بن سلامة، إلاّ نتاجُ سقوط الإمبراطوريّة العثمانية وإنشاء أتاتورك لدولة علمانية، وتردّي أوضاع المسلمين الاجتماعية والسياسية والفكرية، إضافة إلى الغزو الاستعماري للأقطار العربية الإسلامية. وهي عوامل دفعت بعض المفكِّرين الإسلاميين إلى القول بأنّ الحلّ لا يكون إلا بالعودة إلى الأصل، ورفعوا شعار «الإسلام هو الحلّ» الأمثل لحالة الضعف التي يعيشها العرب المسلمون أمام التطوّر الغربي. وقد التقت دعوة العودة إلى الأصول، بواقع شباب فاقدين لأيّ أمل في الحياة بسبب البطالة والتهميش، لقاءً جعلهم «يغرقون في عذابات لا تنتهي، وباتوا يعتقدون بأنّهم ليسوا مسلمين كما ينبغي، بل ويشعرون بأنّهم في حالة ارتداد عن دينهم. لقد كان يهزّهم شعور عميق بالذّنب وبالرّغبة في استعادة كرامة مفقودة، وأنّ عليهم واجب أن يكونوا أكثر إسلاماً ممّا هم عليه». وهو وضع ساهمت في تناميه عروض استشهاد موجّهة إلى هؤلاء، تُبرّر وتُعزّز الرغبة في الموت دفاعاً عن قضيّة سامية. فالعرض إذن، هو ما يُحوّل محاولة انتحار بسبب اليأس، إلى عمل بطولي، حيث يتمّ «التلويح لهم بأنّه يمكنهم من خلال التضحية، النفاذ إلى متعة مطلقة وبطوليّة، وإلى عالم أفضل في الآخرة. وهذا ما يُعطي معنى للموت. بل هو يتجاوز ذلك، فيُعطي مستقبلاً للموت وللآخرة». ثَمّ يقول بن سلامة إنّ «الشباب الذين يرغبون في الاستشهاد إنّما يريدون الخروج من الإنساني ليُصبحوا كائنات خارقة»، كائنات تتأصّل من جديد في السماء بسبب عجزهم عن التأصّل في الأرض. ولذلك طغى الإسلام المثالي على الإسلام الواقعي، لأنّه «في الدين المثالي، الإنسان مستعجل للذهاب إلى الجنة.»

## أعماله
يكتب المفكر التونسي أعماله باللغة الفرنسية، ولم يصل بعد منها إلى العربية سوى ثلاثة أعمال: «ليلة الفلق» (ترجمة بشير بن سلامة - 2005)، و«الإسلام والتحليل النفسي» (ترجمة رجاء بن سلامة - 2008)، و«تخييل الأصول» (ترجمة شكري المبخوت - 2000)، بينما ما زالت أعمال مثل «الفحولة في الإسلام»، و«إعلان العصيان»، أو آخر مؤلفاته «حرب الذاتيات في الإسلام» (2015)، تنتظر تعريبها.
يكشف لنا عن أسفه لعدم وصول الكثير من أفكاره إلى موطنها الأصلي، لكنه في المقابل لا يرى نفسه قد ظُلم، إذ يعتبر أن «المفكر لديه كل الوقت للانتقال إلى ثقافة أخرى بشرط أن يكون لفكره قيمة». يضيف: «هذا لا يمنع كوني غير راض عن نسق الترجمة نحو العربية عموماً؛ ما يجعل نسبة كبيرة من الفكر العالمي غير مستفاد منها لدينا».
يُشير بن سلامة إلى مفارقة، هي أن جميع مؤلفاته قد ترجمت إلى اللغة اليابانية. ويلفت الانتباه هنا إلى «سياسة جامعية في اليابان تفرض على كل طالب يصل إلى مرحلة الماجستير أن ينقل كتاباً في اختصاصه من ثقافة أخرى إلى اللغة اليابانية».
- رواية مثيرة للقلق: من الأصل في المشاركة (1994)
- الفحولة في الإسلام (1998)
- الإسلام والتحليل النفسي (2002)
- إعلان العصيان: استخدام المسلمين وغيرهم. (2005)
- الثورة المفاجئة! : من تونس إلى العالم العربي: معنى الانتفاضة. (2011)
- حرب الذاتيات في الإسلام (2014)
- المثالي والقسوة: الذاتية وسياسة التطرف. (2015)
- رغبة هوجاء في التضحية.. المسلم الأعلى. (2016)